# 咯環蝶屬
咯環蝶屬（學名：Catoblepia）是閃蝶亞科大翅環蝶族中的一個屬。分佈於新熱帶界。寄主植物為棕櫚科植物。

## 物種
- 雙標咯環蝶 （Catoblepia amphirhoe） (Hübner, 1825)
- 紅帶咯環蝶 （Catoblepia berecynthia） (Cramer, 1777)
- 鉤紋咯環蝶 （Catoblepia generosa） (Stichel, 1902)
- 麗咯環蝶 （Catoblepia orgetorix） (Hewitson, 1870)——同彩咯環蝶
- 爍咯環蝶 （Catoblepia soranus） (Westwood, 1851)
- 文咯環蝶 （Catoblepia versitincta） (Stichel, 1901)
- 黃環咯環蝶 （Catoblepia xanthicles） (Godman & Salvin, 1881)
- 咯環蝶 （Catoblepia xanthus） (Linnaeus, 1758)

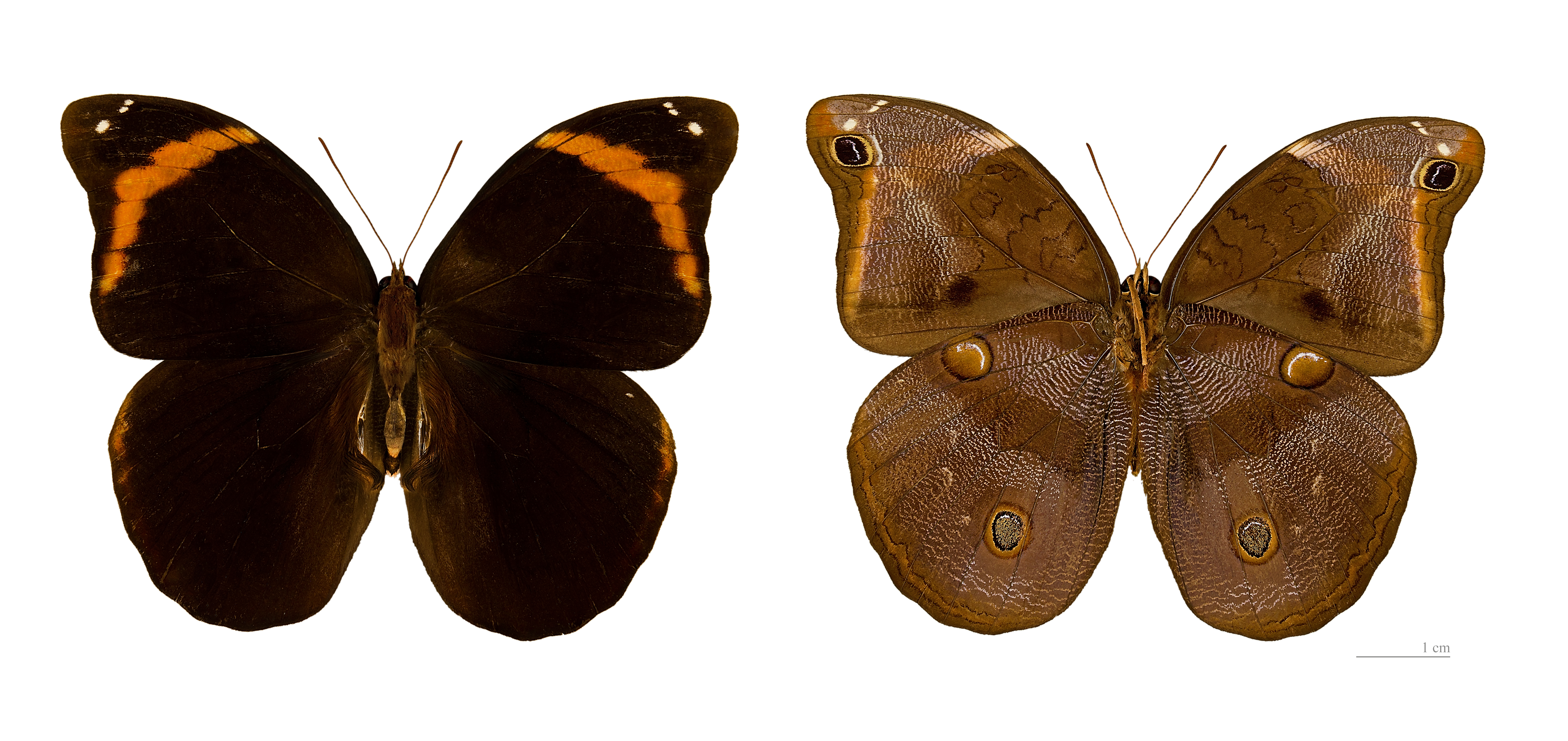
Catoblepia xanthus